# Tiro esportivo nos Jogos Europeus de 2015 - Tiro rápido 25 m masculino
A competição tiro rápido 25 m masculino foi um dos eventos do tiro esportivo nos Jogos Europeus de 2015, em Baku, no Azerbaijão. Foi disputada no Centro de Tiro de Baku no dia 21 de junho.

## Calendário
Horário de verão do Azerbaijão (UTC+5).
| Data        | Horário | Fase                |
| ----------- | ------- | ------------------- |
| 21 de junho | 09:00   | Qualificação fase 1 |
| 21 de junho | 13:00   | Qualificação fase 2 |
| 21 de junho | 17:00   | Final               |

## Medalhistas
| Ouro   | GER Christian Reitz |
| Prata  | RUS Alexei Klimov   |
| Bronze | GER Oliver Geis     |

## Resultados

### Qualificação
O resultado da qualificação foi seguinte.
| Pos. | Atirador              | Fase 1 | Fase 1 | Fase 1 | Fase 2 | Fase 2 | Fase 2 | Total | Xs | Notas                      |
| Pos. | Atirador              | 8      | 6      | 4      | 8      | 6      | 4      | Total | Xs | Notas                      |
| ---- | --------------------- | ------ | ------ | ------ | ------ | ------ | ------ | ----- | -- | -------------------------- |
| 1    | GER Oliver Geis       | 98     | 99     | 96     | 100    | 96     | 99     | 588   | 14 | Recorde dos Jogos Europeus |
| 2    | RUS Alexei Klimov     | 99     | 100    | 96     | 98     | 98     | 94     | 585   | 15 |                            |
| 3    | GER Christian Reitz   | 97     | 98     | 94     | 98     | 100    | 97     | 584   | 27 |                            |
| 4    | ESP Jorge Llames      | 94     | 99     | 95     | 98     | 100    | 97     | 583   | 15 |                            |
| 5    | FRA Fabrice Daumal    | 99     | 96     | 99     | 98     | 97     | 94     | 583   | 15 |                            |
| 6    | UKR Roman Bondaruk    | 95     | 99     | 98     | 99     | 98     | 93     | 582   | 16 |                            |
| 7    | FRA Clément Bessaguet | 100    | 99     | 93     | 95     | 98     | 96     | 581   | 22 |                            |
| 8    | CZE Martin Podhráský  | 99     | 97     | 98     | 98     | 93     | 95     | 580   | 19 |                            |
| 9    | ITA Riccardo Mazzetti | 97     | 97     | 95     | 99     | 100    | 91     | 579   | 22 |                            |
| 10   | RUS Leonid Ekimov     | 98     | 98     | 92     | 96     | 97     | 97     | 578   | 18 |                            |
| 11   | NOR Pål Hembre        | 97     | 97     | 91     | 99     | 98     | 93     | 575   | 17 |                            |
| 12   | AZE Ruslan Lunev      | 99     | 97     | 94     | 95     | 96     | 94     | 575   | 13 |                            |
| 13   | CZE Martin Strnad     | 96     | 94     | 97     | 94     | 99     | 94     | 574   | 11 |                            |
| 14   | UKR Denys Kushnirov   | 97     | 97     | 92     | 98     | 97     | 91     | 572   | 16 |                            |
| 15   | ITA Andrea Spilotro   | 96     | 97     | 92     | 97     | 97     | 89     | 568   | 10 |                            |
| 16   | POL Konrad Bialek     | 93     | 98     | 89     | 97     | 95     | 95     | 567   | 13 |                            |
| 17   | ISR Alexei Kiriyevski | 94     | 94     | 90     | 98     | 98     | 89     | 563   | 11 |                            |
| 18   | HUN István Jambrik    | 96     | 98     | 84     | 100    | 92     | 92     | 562   | 15 |                            |
| 19   | POL Piotr Daniluk     | 97     | 93     | 93     | 95     | 95     | 88     | 561   | 12 |                            |
| 20   | EST Peeter Olesk      | 98     | 96     | 89     | 94     | 97     | 85     | 559   | 10 |                            |
| 21   | CRO Sasa Spirelja     | 94     | 92     | 94     | 96     | 94     | 89     | 559   | 6  |                            |

### Final
O resultado final foi o seguinte.
| Pos.              | Airador             | Series | Series | Series | Series | Series | Series | Series | Series | Notas                      |
| Pos.              | Airador             | 1      | 2      | 3      | 4      | 5      | 6      | 7      | 8      | Notas                      |
| ----------------- | ------------------- | ------ | ------ | ------ | ------ | ------ | ------ | ------ | ------ | -------------------------- |
| Medalha de ouro   | GER Christian Reitz | 5      | 9      | 12     | 17     | 21     | 24     | 29     | 33     | Recorde dos Jogos Europeus |
| Medalha de prata  | RUS Alexei Klimov   | 3      | 6      | 11     | 15     | 18     | 23     | 27     | 29     |                            |
| Medalha de bronze | GER Oliver Geis     | 3      | 7      | 10     | 14     | 18     | 23     | 27     |        |                            |
| 4                 | ESP Jorge Llames    | 4      | 5      | 9      | 13     | 16     | 20     |        |        |                            |
| 5                 | UKR Roman Bondaruk  | 3      | 3      | 6      | 8      | 11     |        |        |        |                            |
| 6                 | FRA Fabrice Daumal  | 0      | 3      | 4      | 7      |        |        |        |        |                            |